# Audea nigrior
Audea nigrior là một loài bướm đêm trong họ Erebidae.